# 大山裕
大山 裕（おおやま ゆたか、1980年11月6日 - ）は日本のシンガーソングライター、俳優、 料理研究家 。
身長176cm、体重64kg、足のサイズ27.5cm、さそり座、AB型。ニックネームは「ゆたさん」「ゆうちゃん」「ゆたかくん」。

## 来歴
大山家の次男として長野県飯田市で生まれる。市立丸山小学校、市立飯田東中学校、長野県飯田長姫高等学校を経て、北里大学獣医学部を卒業。大学生時代は青森県十和田市、神奈川県相模原市で生活を送る。卒業後は神奈川県にてスポーツクラブ・居酒屋でアルバイトをしながら音楽活動をしていた。
6年間活動を続け、その活動がインディーズレーベルの目に留まり1stアルバム「一期一会」をリリース。岡山県のITを中核とした会社である株式会社アリオンシステム社長山本篤徳は同窓生から大山の紹介を受け、同社に音楽事業部を新たに作り大山を入社させる。しばらくは関東での活動が続いたが、2010年より本社のある岡山に活動の拠点を移す。
NHK『ニュースコア6』生出演や、SUPER GT岡山Round(岡山国際サーキット)では、2010年より4年連続で国歌独唱歌手を務め、その歌声を約4万人の観客に披露した。2010年5月、2ndアルバム「幸せになろう」をリリース。同アルバムには、ゴールドリボンチャリティソング「1歩ずつ～feat就実高等学校吹奏楽部」を収録。 収益の一部をNPO法人ゴールドリボンネットワークに寄付し、小児がんの薬の開発などに役立てられている。また同CD収録曲「デッサン」は岡山県出身のお笑い芸人、浅越ゴエが出演するOHKバラエティ番組「ゆるあつ」テーマソングに抜擢された。2010年12月17日、岡山市さん太ホールにて「大山裕ゴールドリボンチャリティコンサート」を行っている。
2012年6月30日、3rdミニアルバム「希望の光」をリリース。
2014年より株式会社エスココーポレーションに移籍し、活動拠点を東京に移す。米粉パン専門店 和良自由が丘工房&WARACAFEのゼネラルマネージャー兼専属ミュージシャンとして活動する。
同店はフジテレビバイキングや日本テレビヒルナンデスなど様々なメディアでも取り上げられる。
2018年、芸能活動に専念する為、CPCレコーズ（旧シーピーシー）に移籍。音楽活動の本格化に加え、俳優としての活動も開始する。
2018年4月18日4枚目のCDとなる、ミニアルバム「お守り歌」をリリース。
2019年よりドラマ・CM出演など俳優活動も行う。

## エピソード
大学在学中にアマチュアバンドを結成。バンドは主に「Mr.Children」のコピーで、同バンドではボーカルを担当していた。またアカペラグループも結成しており同グループでも主にボーカルを担当していた。フジテレビ系列ハモネプにも挑戦しているが、東北2次予選で落選している。
大山裕自身Mr.Childrenのファンであり、同バンドの楽曲に感銘を受け、この頃からシンガーソングライターを目指すようになり、ピアノ・アコースティックギターを独学で学び始める。
ヤマハ「プレイヤーズ王国P-1グランプリ2004」にて、初恋をテーマにした楽曲のコンテストに応募「カプチーノ」でグランプリを受賞。
第4回「川崎音楽グランプリ」にて「出かけよう」で優勝。副賞としてカラオケJOYSOUNDで同曲が配信される。
インディーズオムニバスアルバム「絆～kizuna」では「カプチーノ」が収録され、このオムニバスアルバムが大山裕にとって初の販売されるCDとなった。
以降、計6作品を発表している。

## ディスコグラフィ
- 1stアルバム「一期一会」2007.12.25
- 2ndアルバム「幸せになろう」2010.5.7
- 3rdミニアルバム「希望の光」2012.6.30
- 4thミニアルバム「お守り歌」2018.4.18

## タイアップ
- 「デッサン」 - 岡山放送『ゆるあつ.』エンディングテーマ（2010年10月　-　2011年6月）

- 「幸せになろう」 - 西日本放送『RNC news every.』エンディングテーマ（2011年4月4日 - ）

- 「アシタイイコト」 - 山陽放送『イブニング5時.』エンディングテーマ（2012年1月 - ）

- 「恋」 - 映画『2085年、恋愛消滅』主題歌（2016年11月 - ）

## 出演番組
- RSK「イブニング5時」

## 過去の出演番組
- TBS「オビラジR」
- NHK「ニュースコア6」
- tvk「あっぱれ！KANAGAWA大行進」
- RSK「ユタンポ」
- OHK「温☆時間」
- OHK「ゆるあつ」
- FM岡山「TWILIGHT PAVEMENT」
- FMくらしき「大山裕のRealize dream」

| スタブアイコン | サブスタブ | この項目は、まだ閲覧者の調べものの参照としては役立たない、歌手に関連した書きかけの項目です。この項目を加筆・訂正などしてくださる協力者を求めています（P:音楽/PJ:芸能人）。 |